# Castelló Masters 2010

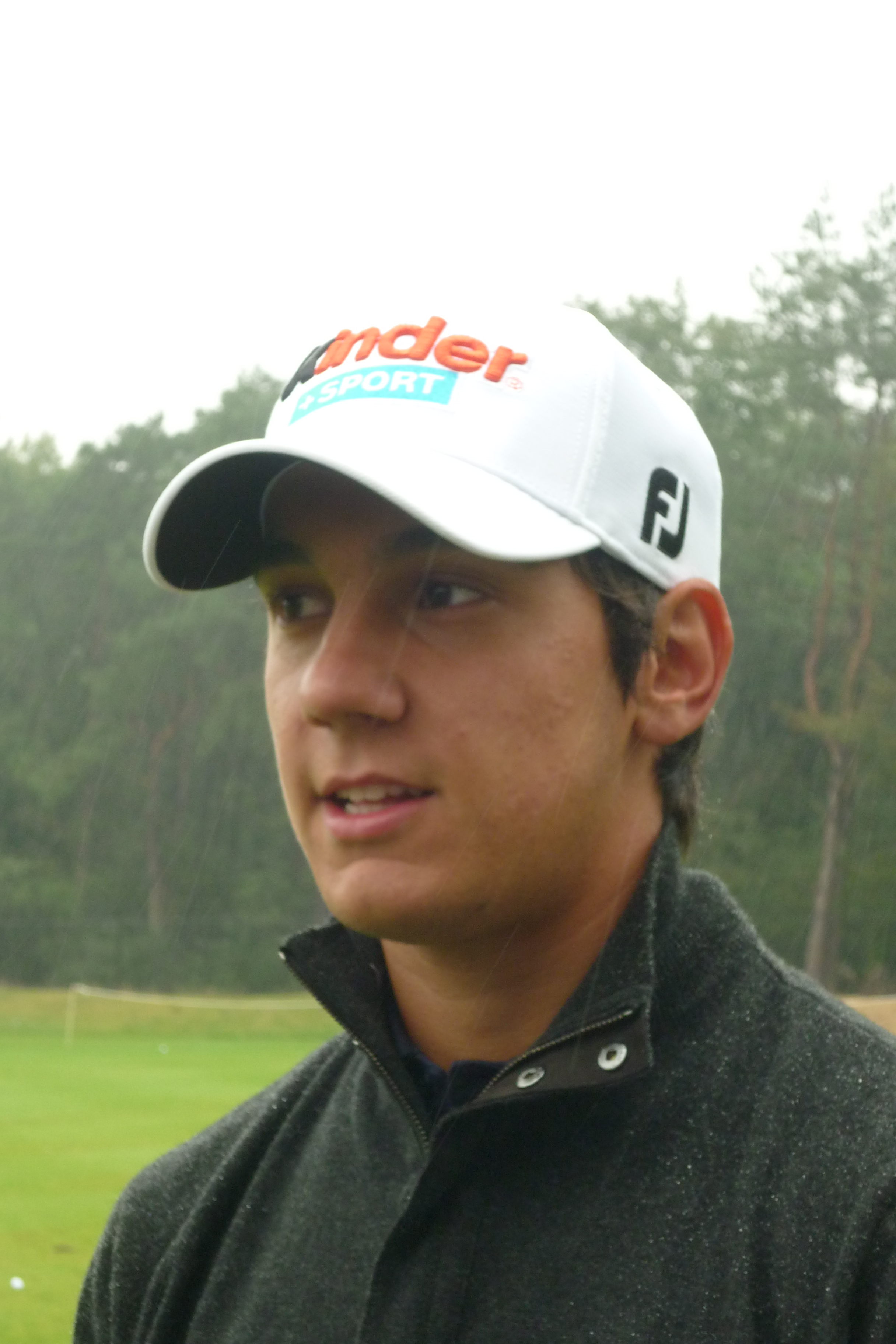
Matteo Manassero, jongste speler en winnaar van het toernooi

De Castelló Masters Costa Azahar is een golftoernooi van de Europese PGA Tour. Het toernooi werd gespeeld van 21 tot en met 24 oktober 2010.  Het prijzengeld van deze derde editie is € 2.000.000. Michael Jonzon is de titelhouder. Maarten Lafeber eindigde hier in 2009 op de 5de plaats met een score van -16.
Het toernooi wordt op initiatief van José María Olazabal gespeeld op de Club de Campo del Mediterráneo in Borriol, waar zijn vader professional is. De club bestaat ruim 25 jaar. De 44-jarige Olazábal heeft last van reuma en tendinitis en heeft de laatste drie jaren weinig gespeeld. Zijn laatste toernooi was het Frans Open in juli, waar hij de cut miste. Dit toernooi speelt hij vooral omdat hij er gastheer is maar hij zal het rustig aan doen. Sergio García is medegastheer, hij kreeg op deze baan van zijn vader les. 
Het baan heeft een par van 71. Het record staat op naam van Daniel Vancsik, die een ronde van 62 maakte.

## Verslag

### Ronde 1
Olazábal en Garcia hebben beiden lang niet gespeeld en maken deze week een comeback op de baan waar hun vaders werken. Ze speelden in dezelfde flight. Olazábal maakte +2 en Garcia speelde par en staat daarmee T22. Robert-Jan Derksen en Joost Luiten deden het beter en staat resp. -4 en -3.

Paul Lawrie, die al om 9 uur gestart was, maakte zeven birdies en was daarmee clubhouse leader. Enkele flights later kwam Jean-Baptiste Gonnet binnen met -5. Hij moet op de Race To Dubai in de top 115 eindigen om zijn tourkaart te behouden en staat nu op nummer 130.

Aan de leiding staat nog steeds Paul Lawrie, hij moet zijn plaats delen met Ricardo González.

### Ronde 2
Bij deze ronde was Gonzalo Fernández-Castaño de vroege clubhouse-leader, maar hij werd door Peter Hedblom ingehaald. Er waren nog drie spelers die -7 maakten, Peter Lawrie profiteerde daar het meest van en steeg 61 plaatsen enkwam op een gedeeld 9de plaats. Derksen en Colsaerts delen met tien anderen de 5de plaats. Lafeber haalde net de cut.

### Ronde 3
Nadat Gary Boyd een eagle op hole 14 maakte ging hij aan de leiding en moest hij nog één birdie maken om het baanrecord te evenaren. Dat lukte niet meer, maar hij staat drie slagen voor op de nummers 2: Christian Nilsson en de 17-jarige Italiaan Matteo Manassero, die nu zijn 11de toernooi op uitnodiging speelt. Hij heeft al ruim € 300.000 op de Europese Tour verdiend sinds hij zes maanden geleden professional werd en staat op de 83ste plaats van de Race To Dubai.

### Ronde 4

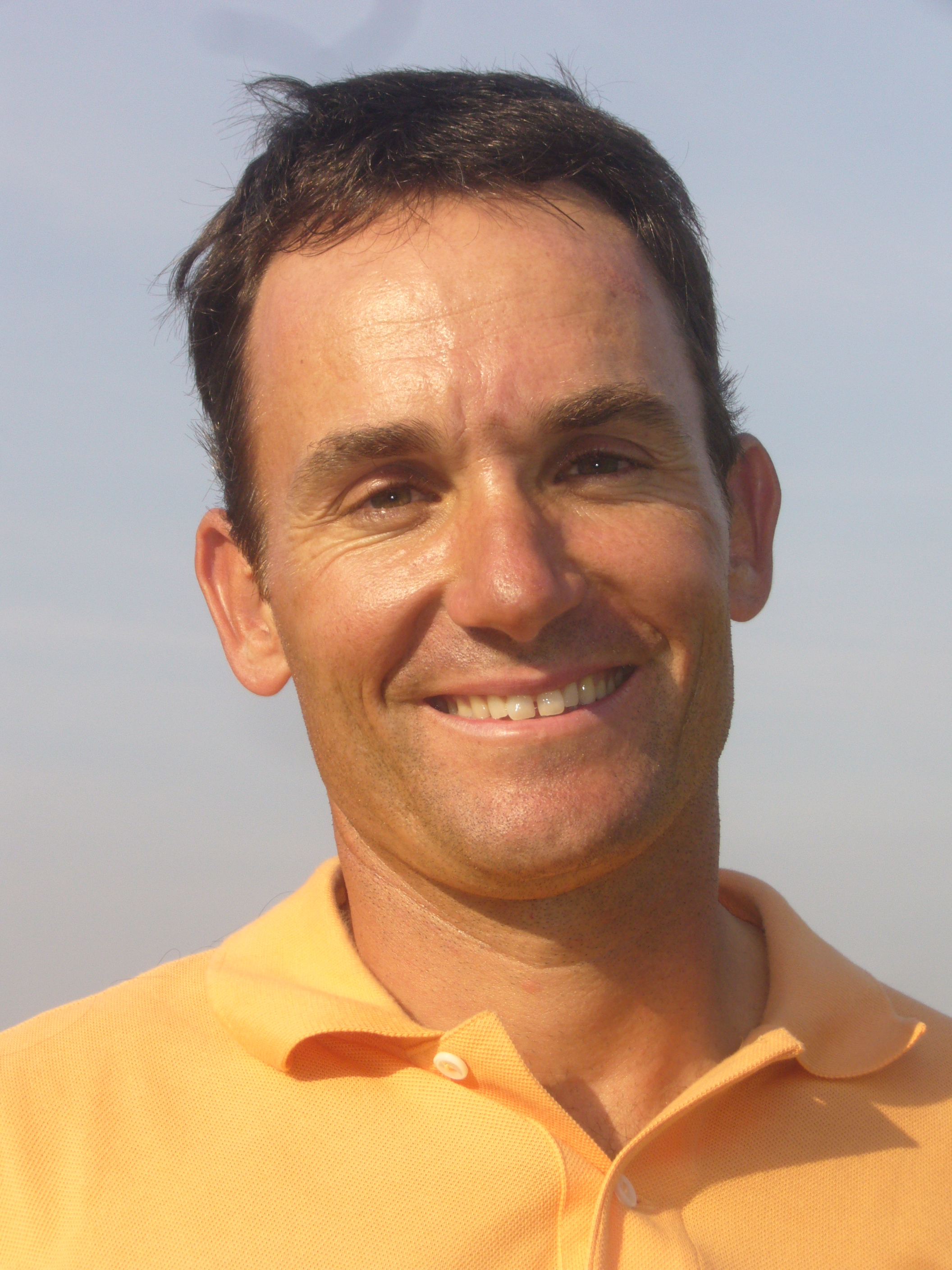
Nacio Garrido, beste Spaanse speler

Joost Luiten is gedeeld 3de geworden, maar de opvallende winnaar van het toernooi is Matteo Manassero. In vier rondes maakte hij zes bogeys en iedere ronde minimaal vijf birdies. Boyd stond na negen holes nog een slag voor op de jonge Italiaan, maar daarna ging veel mis zodat hij op de 3de plaats eindigde. Nacio Garrido speelde heel stabiel en maakte in de laatste zes holes pas drie birdies, goed genoeg voor een tweede plaats.
- Live Leaderboard

| Eindstand | Naam                      | R1 | Score | Nr  | R2 | Score | Totaal | Nr  | R3 | Score | Totaal | Nr  | R4 | Score | Totaal |
| --------- | ------------------------- | -- | ----- | --- | -- | ----- | ------ | --- | -- | ----- | ------ | --- | -- | ----- | ------ |
| 1         | Matteo Manassero          | 68 | -3    | T14 | 66 | -5    | -8     | T2  | 67 | -4    | -12    | T2  | 67 | -4    | -16    |
| 2         | Ignacio Garrido           | 70 | -1    | T41 | 66 | -5    | -6     | T9  | 68 | -3    | -9     | T7  | 68 | -3    | -12    |
| T3        | Joost Luiten              | 68 | -3    | T14 | 72 | +1    | -2     | T39 | 65 | -6    | -8     | T13 | 68 | -3    | -11    |
| T3        | Peter Lawrie              | 72 | +1    | T73 | 64 | -7    | -6     | T2  | 67 | -4    | -10    | T4  | 70 | -1    | -11    |
| T3        | Gary Boyd                 | 68 | -3    | T14 | 68 | -3    | -6     | T9  | 63 | -8    | -14    | 1   | 74 | +3    | -11    |
| T6        | Christian Nilsson         | 68 | -3    | T15 | 67 | -4    | -7     | T5  | 66 | -5    | -12    | T2  | 73 | +2    | -10    |
| T6        | Gonzalo Fernández-Castaño | 68 | -3    | T14 | 66 | -5    | -8     | T2  | 70 | -1    | -9     | T7  | 70 | -1    | -10    |
| T8        | Nicolas Colsaerts         | 70 | -1    | T41 | 67 | -4    | -5     | T13 | 69 | -2    | -7     | T17 | 69 | -2    | -9     |
| T8        | Peter Hedblom             | 69 | -2    | T23 | 64 | -7    | -9     | 1   | 71 | par   | -9     | T7  | 71 | par   | -9     |
| T30       | Paul Lawrie               | 64 | -7    | T1  | 70 | -1    | -8     | T2  | 72 | +1    | -7     | T15 | 73 | +2    | -5     |
| T30       | Ricardo González          | 64 | -7    | T1  | 71 | par   | -7     | T5  | 71 | par   | -7     | T15 | 73 | +2    | -5     |
| T32       | Robert-Jan Derksen        | 67 | -4    | T8  | 70 | -1    | -5     | T13 | 74 | +3    | -2     | T38 | 68 | -3    | -5     |
| T69       | Maarten Lafeber           | 73 | +2    | T88 | 70 | -1    | +1     | T64 | 69 | -2    | -1     | T44 | 76 | +5    | +4     |

## Spelers
| - Felipe Aguilar - Thomas Aiken - Fredrik Andersson Hed - Thomas Bjørn - Richard Bland - Grégory Bourdy - Gary Boyd - Markus Brier - Mark Brown - Andrew Butterfield - Rafael Cabrera Bello - Michael Campbell - Ariel Cañete - Clodomiro Carranza - Christian Cévaër - Shiv Chowrasia - Robert Coles - Nicolas Colsaerts - Rhys Davies - François Delamontagne - Robert-Jan Derksen - David Dixon - Stephen Dodd - Jamie Donaldson - Bradley Dredge - David Drysdale - Rafa Echenique - Jamie Elson - Martin Erlandsson - Niclas Fasth | - Gonzalo Fernández-Castaño - Richard Finch - Alastair Forsyth - Mark Foster - Stephen Gallacher - Sergio García (2008) - Ignacio Garrido - Jean-Baptiste Gonnet - Ricardo González - Tano Goya - Richard Green - Todd Hamilton - Anders Hansen - Søren Hansen - Peter Hedblom - Oskar Henningsson - Michael Hoey - David Horsey - David Howell - Jeppe Huldahl - Sam Hutsby - Raphaël Jacquelin - Thongchai Jaidee - Michael Jonzon (2009) - James Kamte - Anthony Kang - Shiv Kapur - Simon Khan - James Kingston - Søren Kjeldsen | - Maarten Lafeber - José Manuel Lara - Pablo Larrazábal - Paul Lawrie - Peter Lawrie - José-Filipe Lima - Sam Little - Gary Lockerbie - Shane Lowry - Jean-François Lucquin - Joost Luiten - Mikael Lundberg - David Lynn - Pablo Martín - Gareth Maybin - Richard McEvoy - Paul McGinley - Ross McGowan - Damien McGrane - James Morrison - Christian Nilsson - Alexander Norén - Steven O'Hara - José María Olazabal - Gary Orr - Hennie Otto - John Parry - Phillip Price - Julien Quesne - Richie Ramsay | - Jyoti Randhawa - Robert Rock - Marco Ruiz - Marcel Siem - Graeme Storm - Scott Strange - Carl Suneson - Simon Thornton - Daniel Vancsik - Anthony Wall - Paul Waring - Marc Warren - Steve Webster - Peter Whiteford - Martin Wiegele - Oliver Wilson - Fabrizio Zanotti Sponsoruitnodiging - Jorge Campillo - Moisés Cobo - Matteo Manassero - Andrew Coltart - Emanuele Canonica Nationale Order of Merit - Alejandro Cañizares - Santiago Luna - Carlos Rodiles - Alvaro Velasco - Raul Quiros |